# دانيال كيلجور
دانيال كيلجور (بالإنجليزية: Daniel Kilgore (politician))‏ (و. 1793 – 1851 م) هو سياسي من الولايات المتحدة الأمريكية .
وهو عضو في الحزب الديمقراطي الأمريكي .